# Конрат Майт
Конрат Майт (Мейт) (нім. Conrat Meit; бл. 1480, Вормс — бл. 1550/1551, Антверпен?) — німецький скульптор епохи Відродження.
На початку XVI ст. навчався та працював у містах середньої течії річки Рейн. Почав працювати у Віттенберзі близько 1506 року і там при дворі саксонських курфюрстів познайомився із художником Лукасом Кранахом старшим (1472–1553). Потім перебрався до Мехелена (у 1512 році), де почав працювати при дворі ерцгерцогині Маргарити Австрійської (1480–1530), яка була регенткою Нідерландів. У 1536 році вступив до гільдії св. Луки в Антверпені.
Відомий передусім своїми роботами у дрібній пластиці, які виконував з алебастру та дерева з твердих порід. Також створював надгробки і ківорії. Його творчості характерні риси, що притаманні мистецтву епохи Відродження. Особливо цікавився зображенням оголеного тіла. Створив невеликі статуетки: «Юдиф» (1512/1514, Мюнхен, Стара пінакотека), «Адам і Єва» (бл. 1520, Гота, Музей замку), «Лукреція» (Нью-Йорк, музей Метрополітен; Відень, Музей історії мистецтв). Майт передав у цих творах світосприйняття нової епохи. Іншим жанром в якому працював скульптор, був портрет. В основному це невеликі погруддя (висотою у 8—12 см), яким притаманна точність передачі індивідуальної характеристики моделі.
У 1526–1532 роках на замовлення Маргарити Австрійської створював комплекси надгробків для її покійного чоловіка Карла VIII, її матері та її самої (Франція, Бург-ан-Бресс, Бру, церква Св. Миколая). За типом ці надгробки подібні до зразків нідерландської та французької шкіл. Також отримав замовлення на надгробок для принца Жана II Оранського та його рідних в Лонс-ле-Соньє, над яким він працював у 1531–1534 роках, однак робота не була завершена. Останньою великою роботою скульптора став ківорій для церкви абатства Тонгерло в Антверпені, який він створив у 1536–1548 роках; ківорій у свій час не був завершений, а пізніше зруйнований.
Творчість скульптора високо цінували його земляки і сучасники. Мейт був знайомий з Альбрехтом Дюрером, який в 1520–1521 роках відвідав Нідерланди.